# Fânațele de la Sucutard
Fânațele de la Sucutard este o arie protejată (sit de importanță comunitară — SCI) din România, desemnată în scopul protejării biodiversității și menținerii într-o stare de conservare favorabilă a florei spontane și faunei sălbatice, precum și a habitatelor naturale de interes comunitar aflate în arealul zonei de protecție. Aceasta este întinsă pe o suprafață de 218,8 ha, integral pe uscat.

## Localizare
Centrul sitului Fânațele de la Sucutard este situat la coordonatele 46°53′51″N 24°04′50″E / 46.897631°N 24.080419°E. Situl se întinde pe teritoriul administrativ al comunei Geaca din județul Cluj.

## Înființare
Situl Fânațele de la Sucutard a fost declarat sit de importanță comunitară (ROSCI0410) în ianuarie 2016 pentru a proteja 2 specii de animale.

## Biodiversitate
Situată în ecoregiunea continentală, aria protejată conține 1 habitat natural: Pajiști uscate seminaturale și facies de acoperire cu tufișuri pe substraturi calcaroase (Festuco-Brometalia) (* situri importante pentru orhidee).
La baza desemnării sitului se află două specii protejate de amfibieni (2): izvorașul-cu-burta-galbenă (Bombina variegata) și  tritonul comun transilvănean (Triturus vulgaris ampelensis).